# BRouter
Ein BRouter ist ein Netzwerkgerät, das die Funktionen eines Routers und einer Bridge vereint. BRouter wurden Anfang der 1990er Jahre etwa gleichzeitig mit den Layer 2 Switches (Switch) entwickelt und kamen meist in Weitverkehrsnetzen (WAN) als Gateway zu anderen Standorten zum Einsatz. BRouter wurden benötigt, da zu dieser Zeit auch nicht-routingfähige Protokolle wie LAT, NetBIOS und SNA weit verbreitet waren und trotzdem über Standortgrenzen hinweg zur Kommunikation eingesetzt wurden. Somit konnte ein Gerät (und eine Leitung) für beide Protokolltypen genutzt werden – nicht-routingfähige Protokolle wurden gebridgt, der Rest (z. B.  DECnet, IPX, IPv4) geroutet. Die in der Praxis heute häufige Bezeichnung für ein ähnliches Gerät ist Layer-3-Switch, hierbei handelt es sich um einen anderen Lösungsansatz, er erweitert weiterentwickelte Hochleistungs-Switches um TCP/IP-Routing-Funktionalität (und umgekehrt). Einsatzorte hierfür findet man in Bereichen, an denen vor allem eine hohe Leistung (hoher Datendurchsatz des Routers) gefordert wird. BRouter und Layer-3-Switch scheinen zwar ähnlich, jedoch ist der BRouter näher mit einer Multiprotokoll-Bridge oder einem Multiprotokoll-Router verwandt.

## Funktionsweise
| 7               |  |   |   |  |   |   |  | 7 |
| 6               |  |   |   |  |   |   |  | 6 |
| 5               |  |   |   |  |   |   |  | 5 |
| 4               |  |   |   |  |   |   |  | 4 |
| 3               |  | 3 | 3 |  |   |   |  | 3 |
| 2               |  | 2 | 2 |  | 2 | 2 |  | 2 |
| 1               |  | 1 | 1 |  | 1 | 1 |  | 1 |
| Funktionsschema |  |   |   |  |   |   |  |   |

Er agiert primär als Router für alle ihm bekannten Protokolle der Schicht 3 des OSI-Referenzmodells. Die Protokoll-Information wird dem Schicht-3-Header des Datenpaketes entnommen. Steht dort eine Protokollnummer, die der BRouter unterstützt, wird das Paket auf Schicht 3 durch Routing weiter vermittelt.
Falls eine unbekannte oder bei nicht routbaren Protokollen keine Protokollnummer vorhanden ist, agiert der BRouter als Bridge. Ein BRouter, der nur das Protokoll IP weiterleiten kann, würde somit das Schicht-3-Protokoll IPX ignorieren und diese Pakete über seine Bridge transferieren. Ebenso würden alle nicht routbaren Protokolle wie z. B. NetBEUI über die Bridge geleitet.